# Foulques d'Amiens
Foulques d'Amiens ou Foulques II (début XIe siècle - 1058) fut le 33e évêque d'Amiens, issu de la Maison de Vexin qui détenait le comté d'Amiens.

## Biographie

### Famille
Foulques d'Amiens succéda à son oncle Foulques de Vexin sur le siège épiscopal d'Amiens. Il était le fils de Dreux de Vexin, comte d'Amiens et de Valois, et de Godgifu, sœur du roi d'Angleterre, Édouard le Confesseur.

### Carrière ecclésiastique
En 1041, il cosigna une charte de Gautier, châtelain de Cambrai en faveur de l'abbaye d'Elnon puis un diplôme du roi Henri Ier en faveur de l'Abbaye de Corbie.
En 1048, au Concile de Senlis, il cosigna un acte en faveur de l'abbaye Saint-Médard de Soissons.
Selon Boronius, il aurait été excommunié par le pape Léon IX pour ne pas avoir assisté au Concile de Reims, en octobre 1049.
En 1058, il cosigna une charte en faveur de l'abbaye de Saint-Germain-des-Prés et au printemps de la même année, avec Encelin, évêque de Paris, il fut chargé par le roi Henri Ier de ratifier un traité de paix avec Guillaume de Normandie. Il mourut la même année.

## Pour approfondir